# Campeonato Paulista de Futebol de 1990 - Segunda Divisão
O Campeonato Paulista de Futebol de 1990 - Segunda Divisão foi a 37.ª edição da competição de futebol de São Paulo, equivaleu ao terceiro nível do futebol do estado.
Nesse ano houve o acesso de seis clubes: Jaboticabal, União Barbarense, Barretos, Radium, Matonense e Jalesense.

## Participantes
| - Barretos (Barretos) - Batatais (Batatais) - Comercial (Tietê) - Corinthians (Presidente Prudente) - DERAC (Itapetininga) - Dracena (Dracena) - Guapira (São Paulo) - Esportiva (Guaratinguetá) - Grêmio Santanense (São José dos Campos) - Guaçuano (Mogi-Guaçu) - Guairense (Guaíra) - Guararapes (Guararapes) - Internacional (Bebedouro) - Jabaquara (Santos) - Jaboticabal (Jaboticabal) - Jacareí (Jacareí) - Jalesense (Jales) | - Matonense (Matão) - Mauaense (Mauá) - Monte Negro (Osasco) - Oeste (Itápolis) - Palestra (São Bernardo do Campo) - Paraguaçuense (Paraguaçu Paulista) - Radium (Mococa) - Riolândia (Riolândia) - Santa Fé (Santa Fé do Sul) - São Bernardo (São Bernardo do Campo) - Saltense (Salto) - Sãomanoelense (São Manoel) - Serra Negra Esporte Clube (Serra Negra) - Tupã (Tupã) - União Barbarense (Santa Bárbara d'Oeste) - União Iracemapolense (Iracemápolis) |

## Premiação
| Campeonato Paulista de 1990 - Segunda Divisão |
| --------------------------------------------- |
| Jaboticabal Campeão (1º título)               |